# Triomf van de dood (De geraamten spelen ten dans)

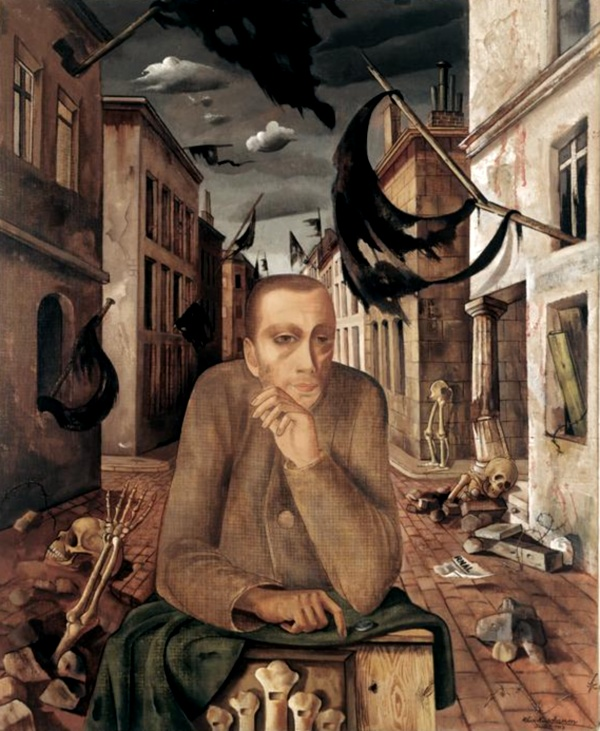
Felix Nussbaum, Orgeldraaier (1942-43)

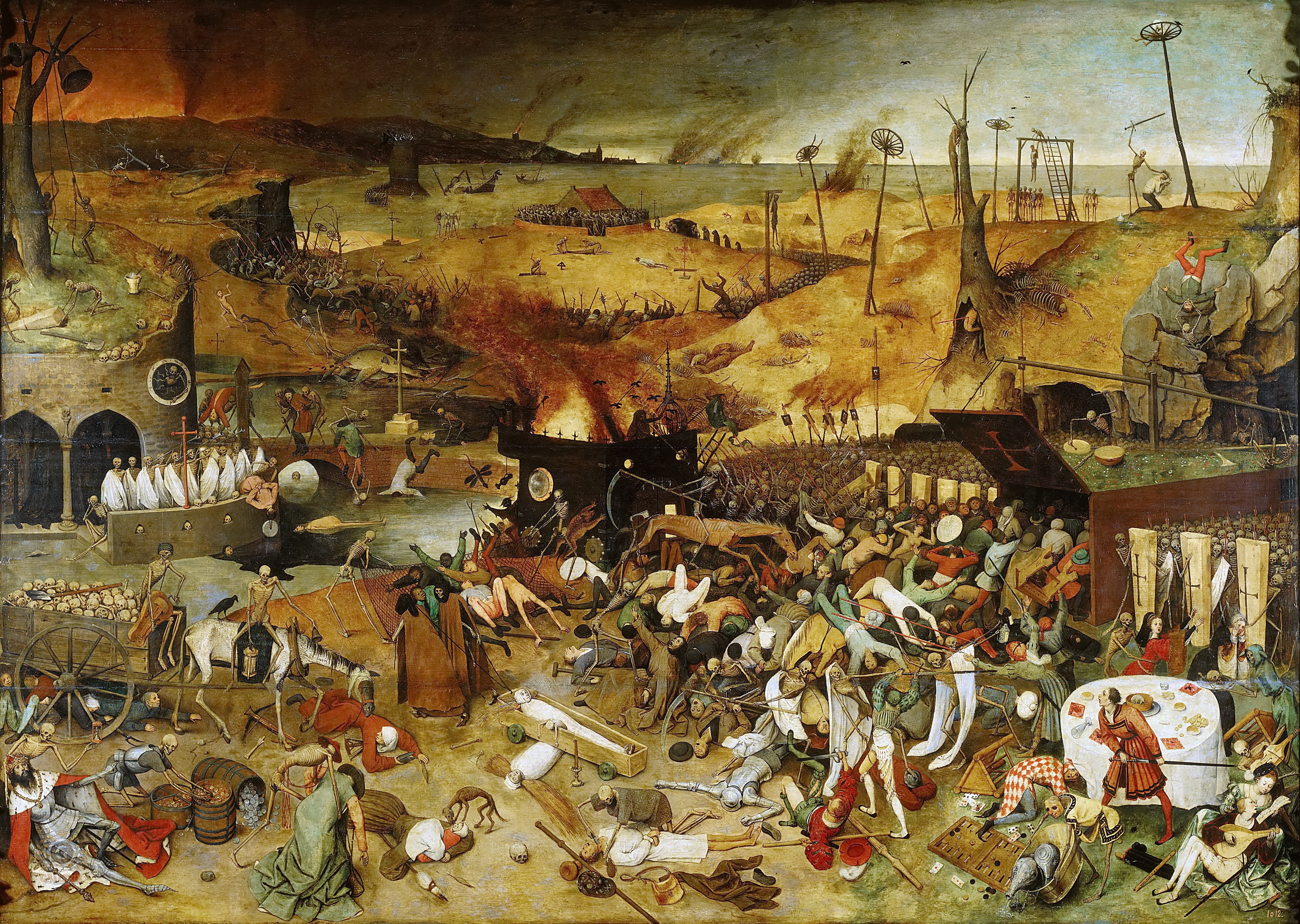
Bruegels Triomf van de dood (1562)

Triomf van de dood, ook wel De geraamten spelen ten dans, is het laatste olieverfschilderij van de Duitse Jood Felix Nussbaum. Hij voltooide het op 18 april 1944, twee maanden vóór hij gearresteerd werd in zijn Brusselse schuiloord.

## Totstandkoming
In de zenuwslopende maanden voor de Bevrijding koos Nussbaum een groot formaat om een laatste schilderij te maken. De ondergedoken schilder ging grondig tewerk. Hij maakte verschillende studies van musicerende geraamten en ook een compositieschets. Hij plaatste zich in de traditie van de Danse macabre, een middeleeuwse dodendans, en mat zich vooral met het beroemde werk van Pieter Bruegel uit 1562, zoals alleen al blijkt uit de titel, het formaat en het palet. Andere mogelijke invloeden waren Guernica van Pablo Picasso en de Musicerende geraamten van James Ensor. De vliegers doen denken aan de maskers van Ensor en Otto Dix.

## Voorstelling
Op het puin van een vergane wereld spelen triomferende kadavers muziek. Het moet een kakofonie zijn, zoals gesuggereerd door de loshangende vioolsnaar en de knook die op de kapotte trommele slaat. De meeste figuren zijn in eenzelfde vlak weergegeven. De lusteloze orgelman is Nussbaum zelf. Hij bedekt zijn oor en houdt zijn blik gericht op een kompas dat naar het noordoosten wijst (zijn geboortestad Osnabrück? de vernietigingskampen?). De fluitist naast de orgeldraaier is de joodse doodsengel Azraël. In de achtergrond passeert een ruiter, maar hij neemt geen deel aan de actie.
Sombere bruin- en okertinten domineren. In de lucht zweven vreemde vliegers met menselijk gelaat, sommige dreigend, een ander verschrikt. Het landschap is desolaat: een vervallen gebouw, een afgebroken muur, lugubere boomresten. De natuur is kapot, maar vooral de resten van de beschaving vullen het doek. Tussen brokstukken kunst en cultuur (modepop, tikmachine, weegschaal, schilderij, filmrol, schaakstukken, dobbelstenen, telefoon, kolffles, vouwmeter, krant, wereldbol, klok, ...) zijn biografische objecten verwerkt, zoals zijn fiets en zijn vaders auto. Het is een bric-à-brac van beschadigde voorwerpen als na een bombardement. Sommige elementen verwijzen naar Nussbaums kamptijd in Saint-Cyprien: het prikkeldraad, de houten kist, de schoen in het zand. De verscheurde partituur is van The Lambeth Walk, uit de populaire musical Me and My Girlfriend (1937). De overeenstemmende woorden luiden: "Everything's free and easy, doing what you darn well pleasey". De datering rechtsonder gebeurt aan de hand van een blad uit een kalender gescheurd.

## Nasleep
Nauwelijks twee maanden na het voltooien van de Triomf van de dood, en minder dan drie maanden vóór de Bevrijding, werden Nussbaum en zijn vrouw na verklikking opgepakt in hun schuilplaats, Archimedesstraat 22 (nacht van 20 op 21 juni 1944). In de slaapzaal van de Dossinkazerne zou hij nog enige aquarelistische stillevens maken, voordat hij met Felka werd meegenomen op transport XXVI, het laatste konvooi dat de Dossinkazerne verliet naar Auschwitz. 

## Herkomst
Op het ogenblik van Nussbaums arrestatie bevond de Triomf van de dood zich volgens de antiquair Willy Billestraet in het Schaarbeekse souterrain dat Nussbaum als atelier gebruikte (Generaal Gratrystraat 23). In 1975 werd het overgebracht naar het Kulturgeschichtliches Museum Osnabrück. De Niedersächsische Sparkassenstiftung verwierf het in 1994.
Thans is het werk te bezichtigen in het Felix-Nussbaum-Haus, het labyrintische "museum zonder uitgang" ontworpen door Daniel Libeskind. De Triomf van de dood vormt er tegelijk orgelpunt en afgrond: de bezoeker loopt er heen over het hellende rooster van een brug, en moet dan op zijn stappen terugkeren.

## Trivia
- In 2010 werd Jürgen R. in Duitsland veroordeeld wegens het in opdracht vervaardigen van valse 'Nussbaums', waaronder een variatie op de Triomf van de dood. De vervalsing, waarvan hij een hoge opbrengst verwachtte, is vernietigd.